# Bälinge, Alingsås kommun
Bälinge är kyrkbyn i Bälinge socken i Alingsås kommun, belägen fem kilometer nordost om Alingsås i Västra Götalands län.
Byn korsas av Bäsjöbäcken och vägen E20. I byn återfinns Bälinge kyrka samt gårdarna Frälsegården, Trulsagården, Toresgården,  Bengtgården och Östergården. 